# Neogen
| Ära | Känozoikum                                   |         |              |               |
| System davor | Paläogen                                     |         |              |               |
| Beginn | 23,03 mya                                    |         |              |               |
| Ende | 2,588 mya                                    |         |              |               |
| System danach | Quartär                                      |         |              |               |
| Mittlerer atmosphärischer O2-Anteil | ca. 21,5 Vol.-% (108 % des heutigen Niveaus) |         |              |               |
| Mittlerer atmosphärischer CO2-Anteil | ca. 280 ppm (ca. 70 % heutiges Niveau)       |         |              |               |
| Mittlere Bodentemperatur | ca. 14 °C (0 °C über/unter heutigem Niveau)  |         |              |               |
| \| ❮ \| System \| Serie \| Stufe \| ≈ Alter (mya) \| \| ❮ \| später \| später \| später \| jünger \| \| - \| ----------- \| ------- \| ------------ \| ------------- \| \| ❮ \| N e o g e n \| Pliozän \| Piacenzium \| 2,588 ⬍ 3,6 \| \| ❮ \| N e o g e n \| Pliozän \| Zancleum \| 3,6 ⬍ 5,333 \| \| ❮ \| N e o g e n \| Miozän \| Messinium \| 5,333 ⬍ 7,246 \| \| ❮ \| N e o g e n \| Miozän \| Tortonium \| 7,246 ⬍ 11,62 \| \| ❮ \| N e o g e n \| Miozän \| Serravallium \| 11,62 ⬍ 13,82 \| \| ❮ \| N e o g e n \| Miozän \| Langhium \| 13,82 ⬍ 15,97 \| \| ❮ \| N e o g e n \| Miozän \| Burdigalium \| 15,97 ⬍ 20,44 \| \| ❮ \| N e o g e n \| Miozän \| Aquitanium \| 20,44 ⬍ 23,03 \| \| ❮ \| früher \| früher \| früher \| älter \| |                                              |         |              |               |
| ❮ | System                                       | Serie   | Stufe        | ≈ Alter (mya) |
| ❮ | später                                       | später  | später       | jünger        |
| ❮ | N e o g e n                                  | Pliozän | Piacenzium   | 2,588 ⬍ 3,6   |
| ❮ | N e o g e n                                  | Pliozän | Zancleum     | 3,6 ⬍ 5,333   |
| ❮ | N e o g e n                                  | Miozän  | Messinium    | 5,333 ⬍ 7,246 |
| ❮ | N e o g e n                                  | Miozän  | Tortonium    | 7,246 ⬍ 11,62 |
| ❮ | N e o g e n                                  | Miozän  | Serravallium | 11,62 ⬍ 13,82 |
| ❮ | N e o g e n                                  | Miozän  | Langhium     | 13,82 ⬍ 15,97 |
| ❮ | N e o g e n                                  | Miozän  | Burdigalium  | 15,97 ⬍ 20,44 |
| ❮ | N e o g e n                                  | Miozän  | Aquitanium   | 20,44 ⬍ 23,03 |
| ❮ | früher                                       | früher  | früher       | älter         |

Das Neogen (von griechisch νέος néos „neu“ und -gen von γίγνομαι gígnomai „werden“) ist ein Abschnitt der Erdgeschichte. Nach heutiger Definition wird das Erdzeitalter des Känozoikums geochronologisch in drei Abschnitte eingeteilt: in das Paläogen, das Neogen und das Quartär. In der Chronostratigraphie ist das Neogen damit das zweithöchste System. Es entspricht dem veralteten Begriff Oberes Tertiär oder Jungtertiär.
- Erdzeitalter: Känozoikum
  - System: Quartär (2,588–0 mya)
  - System: Neogen (23,03–2,588 mya)
  - System: Paläogen (66–23,03 mya)

Das Neogen ist gekennzeichnet durch die extrem starke Weiterentwicklung der Vögel und der Säugetiere. Zwischen den Kontinenten Nord- und Südamerika bildete sich eine Landbrücke, ein Faunenaustausch setzte ein. Während der Stufe des Messiniums kam es zur Austrocknung des Mittelmeeres. Es kam zu einer langsamen klimatischen Abkühlung bis hin zum Eiszeitalter des Pleistozäns.

## Unterteilung

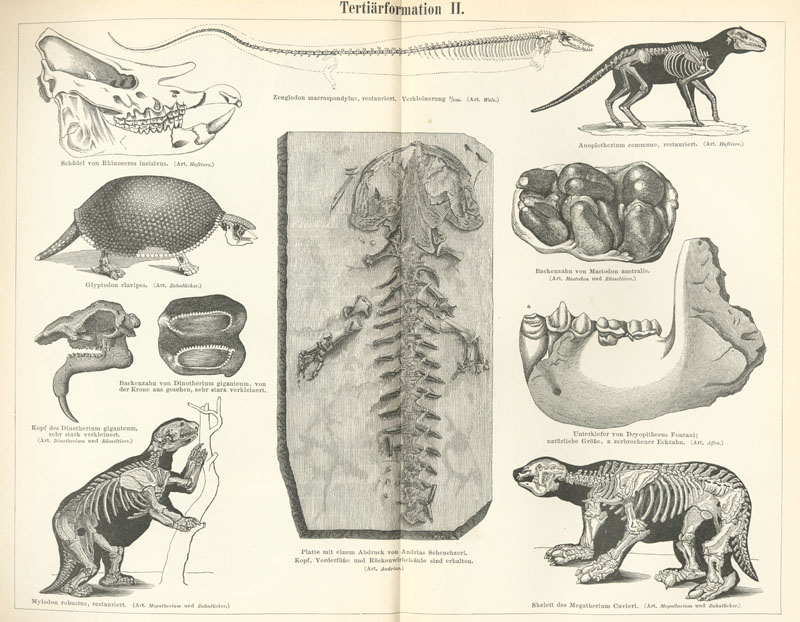
Einige Fossilien und Rekonstruktionen der neogenen Fauna.
Aus Meyers Konversations-Lexikon (1885–1890)

Das Neogen wird unterteilt in zwei Serien:
- System: Neogen (23,03–2,588 mya)
  - Serie: Pliozän (5,333–2,588 mya)
    - Stufe: Piacenzium (3,6–2,588 mya)
    - Stufe: Zancleum (5,333–3,6 mya)

  - Serie: Miozän (23,03–5,333 mya)
    - Stufe: Messinium (7,246–5,333 mya)
    - Stufe: Tortonium (11,62–7,246 mya)
    - Stufe: Serravallium (13,82–11,62 mya)
    - Stufe: Langhium (15,97–13,82 mya)
    - Stufe: Burdigalium (20,44–15,97 mya)
    - Stufe: Aquitanium (23,03–20,44 mya)

## Klima
Das Neogen brachte eine Phase verstärkter Abkühlung bis zum Beginn der ersten Vereisungen im Gelasium, der untersten Stufe des Quartärs.
Im Miozän, zu Beginn des Neogens, kann das Klima auch im nordatlantisch-skandinavischen Raum noch als gemäßigt bezeichnet werden. Das geht aus der Untersuchung der Zusammensetzung der fossilen Meeresfauna hervor.
Im unteren Pliozän kam es zu einer ersten starken Abkühlungsphase im Bereich der Pole, der nochmals eine längere Erwärmung folgte. Ein wechselnder, aber relativ rascher Abfall der Temperaturkurven folgte im Pliozän. Am Ende des Pliozäns kam es zur Vereisung der Polkappen. Auf dem Kontinent Antarktika wurden Eismassen abgelagert und dadurch dem Wasserkreislauf entzogen. Dies führte zu einem ersten Absinken des Meeresspiegels.
Das folgende Pleistozän wird als das eigentliche Eiszeitalter bezeichnet, mit wechselnden Vergletscherungsphasen der nördlichen Teile Eurasiens und Nordamerikas.

## Begriffsgeschichte

### Entstehung und Wandel des Begriffs
Der Begriff und die Bezeichnung Neogen gehen auf den österreichischen Geologen und Paläontologen Moriz Hoernes zurück, der sie schon Mitte des 19. Jahrhunderts für die Klassifizierung der Ablagerungen im Wiener Becken gebrauchte. Er unterteilte die Schichten des geologischen Zeitalters des Känozoikums in zwei Perioden, eine ältere, das Paläogen, und eine jüngere, das Neogen. Das Neogen reichte dabei ebenfalls schon bis zu den obersten Schichten, also bis in die Gegenwart.
Das Neogen wurde später zur besseren Beschreibung des Tertiärs verwendet, da sein Beginn vor 23,03 Millionen Jahren den Einschnitt zwischen dem Oligozän (gehört zum Alttertiär) und dem Miozän (gehört dem Jungtertiär an) markiert. Allerdings wurde das Neogen dadurch auf die Epochen Miozän und Pliozän reduziert und endete zusammen mit dem Tertiär an der Grenze zum Quartär (vor 1,8 Millionen Jahren).
Um den Endpunkt des Neogens entstand ein Konflikt zwischen der Internationalen Stratigraphischen Kommission (ICS) und der International Union for Quaternary Research (INQUA). Die in der INQUA vereinigten Quartärgeologen forderten im Jahr 2006, das Neogen solle nicht bis in die Gegenwart reichen. Stattdessen solle es mit Ende des Pliozäns vor rund 2,6 Millionen Jahren enden und das System des Quartärs bereits mit Beginn des Gelasiums beginnen. Im Juni 2009 wurde dieser Vorschlag durch die IUGS ratifiziert.

### Änderung in der Geologischen Zeitskala 2004
Die Begriffe Tertiär und Quartär in der Geologischen Zeitskala wurden im Jahr 2004 abgeschafft und durch Paläogen und Neogen ersetzt. Schon im Jahre 1978 wurde von einer Unterkommission der Internationalen Kommission für Stratigraphie (ICS) das Känozoikum in die beiden Perioden Paläogen und Neogen unterteilt, wie von Hoernes vor 150 Jahren vorgeschlagen. Im Jahre 2004 wurde als Ergebnis der Diskussionen der vergangenen Jahrzehnte die neue Geologische Zeitskala (Geologic Time Scale 2004) vorgestellt. Im Jahre 2008 sollte sie für alle Geologen international verbindlich werden. Allerdings wurde zugleich eine Neudefinition und Wiedereinführung des Quartärs in Aussicht gestellt.
Viele Quartärgeologen sahen die Streichung vor allem des Quartärs kritisch, da die Besonderheiten der Erdentwicklung im Eiszeitalter, die sich deutlich vom vorhergehenden Pliozän unterscheiden, in der neuen Zeitskala nicht zur Geltung kamen. Ihre Kritik hat dazu geführt, dass das Quartär wieder in die Zeitskala aufgenommen und neu definiert wurde. Der Zeitraum, der früher 1,8 Millionen Jahre umfasste, wurde auf 2,6 Millionen Jahre ausgedehnt und umfasst jetzt alle eiszeitlichen Sedimente. Dieser Vorschlag wurde im Juni 2009 angenommen. Das Quartär beginnt seither mit dem Gelasium.